# 普瓦雪
普瓦雪（法語：Poisieux，法語發音：[pwazjø]）是法国谢尔省的一个市镇，属于布尔日区。

## 地理
普瓦雪（47°1'45"N, 2°5'53"E）面积10.3 平方千米，位于法国中央-卢瓦尔河谷大区谢尔省，该省份为法国中部省份，北起卢瓦雷省，西接卢瓦-谢尔省和安德尔省，南至克勒兹省，东南接阿列省，东临涅夫勒省。
与普瓦雪接壤的市镇（或旧市镇、城区）包括：拉兹奈、普卢、米尼、阿尔农河畔圣乔治。

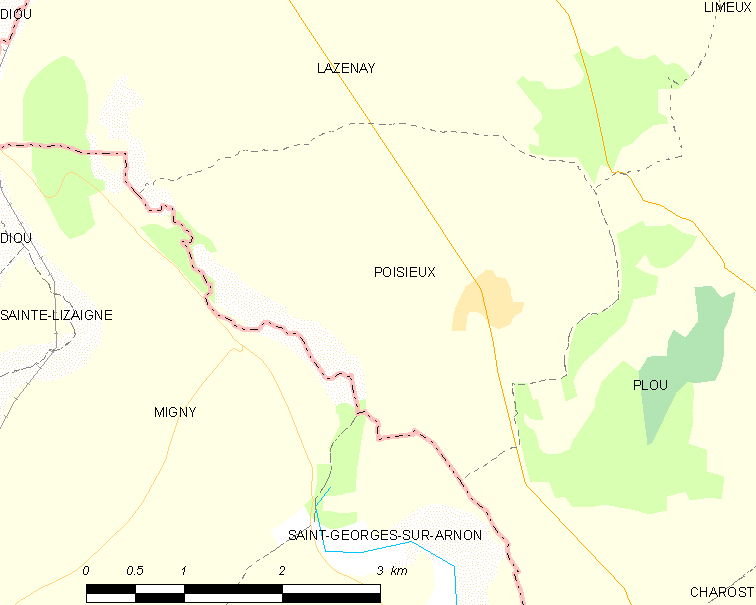
普瓦雪的OSM定位图

普瓦雪的时区为UTC+01:00、UTC+02:00（夏令时）。

## 行政
普瓦雪的邮政编码为18290，INSEE市镇编码为18182。

## 政治
普瓦雪所属的省级选区为沙罗县。

## 人口

1962-2008年间普瓦雪人口变化图示

普瓦雪于2022年1月1日时的人口数量为217人。